# نيك فنسنت ميرفي
نيك فنسنت ميرفي (بالإنجليزية: Nick Vincent Murphy)‏ هو مخرج أيرلندي، ولد في 23 أكتوبر 1977 في كيلكيني في جمهورية أيرلندا.

## وصلات خارجية
- نيك فنسنت ميرفي على موقع IMDb (الإنجليزية)
- نيك فنسنت ميرفي على موقع أول موفي (الإنجليزية)
- نيك فنسنت ميرفي على موقع قاعدة بيانات الفيلم (الإنجليزية)
- نيك فنسنت ميرفي على موقع كينوبويسك (الروسية)